# Walter Cartier
Pour les articles homonymes, voir Cartier.
Walter Cartier est un boxeur professionnel et acteur américain originaire du Bronx à New York né le 29 mars 1922 et mort le 17 août 1995.

## Biographie
Stanley Kubrick réalise un photos-récit sur une journée de sa vie intitulé Prizefighter. Son premier court métrage, Day of the Fight, retrace également une journée de sa vie.

## Référence
1. ↑  (en) Biographie de Walter Cartier (findagrave.com)
2. ↑  (en) Stanley Kubrick, aux croisements d'une œuvre (cinematheque.fr).